# Homer's Odyssey
Homer's Odyssey is de derde aflevering van het eerste seizoen van The Simpsons en werd voor het eerst uitgezonden door Fox Network op 21 januari 1990. Het was de eerste aflevering onder de regie van Wesley Archer. In deze aflevering verliest Homer zijn baan en overweegt hij het allemaal te eindigen, maar hij vecht dan tegen gevaar, in het bijzonder de nucleaire centrale van Springfield.

## Verhaal
De aflevering begint wanneer Edna Krabappel haar leerlingen in de schoolbus roept om te vertrekken naar de nucleaire centrale. Bart maakt grapjes op de bus, tot het punt dat Krabappel hem straft door voor de klas te zingen. In de centrale toont de assistent van Mr. Burns, Waylon Smithers, toont een informatieve video over nucleaire energie, en geeft dan een toer van de centrale. Homer verschijnt en zegt hallo tegen zijn zoon, waardoor hij tegen een ventilatiepijp crasht. Zijn opzichter ontslaat hem daar en dan.
De volgende ochtend, in het Simpsons-huishouden, eet iedereen zijn ontbijt en Bart en Lisa noemen een paar banen op, maar Homer weigert elke en vindt dat hij nog nooit iets waardevols heeft gedaan in zijn leven. Marge overtuigt hem ervan toch nieuw werk te vinden en Homer vertrekt van huis, gaat de stad in op zoek naar elke baan, maar wordt nergens aangenomen.
Uren achter elkaar ligt hij depressief bewegingsloos in de zetel, totdat hij een reclame ziet voor Duff Beer, en erachter komt dat hij niet eens genoeg geld heeft voor één blikje. Uiteindelijk schrijft hij een paar laatste woorden op een papier, en bind een rots voor zijn midden. Homer vertrekt naar een brug om zelfmoord te plegen, en thuis vindt de familie Simpsons het papier. Terwijl zij vertrekken, is Homer klaar voor het einde, maar Bart, Lisa, Maggie en Marge worden bijna gedood door een te snel rijdende truck. Homer redt hen op tijd en krijgt een fantastisch idee.
De avond daarop stelt Homer voor aan het stadscomité om een stopbord te zetten aan de brug, om het gevaar van een ongeval te vermijden. Door de week heen zet Homer borden over de stad, maar is nog steeds niet tevreden, omdat de nucleaire centrale de lucht en het klimaat vervuilt. Tijdens een protest roept Mr. Burns Homer naar zijn kantoor, waar Burns vertelt aan Homer dat hij zijn oude job kan terugkrijgen, als hij verklaart dat de centrale veilig is. Homer probeert het te vertellen aan een menigte, maar denkt over zijn familie, en overtuigt Burns om een salarisverhoging te krijgen. Het lukt hem, en Homer geeft een emotionele speech aan de mensen, dat iedereen een held als hij kan zijn. De aflevering eindigt wanneer de menigte Homer z'n prestaties vieren.